# كلوديا كريستيان
كلوديا كريستيان (بالإنجليزية: Claudia Christian)‏ هي ممثلة أمريكية، ولدت في 10 أغسطس 1965 بغلينديل في الولايات المتحدة.

## أعمال

### أفلام
- (1988) نفر اون تيوزداي
- (2001)  الإمبراطورية المفقودة[7][8]
- (2002) نصف ميت

### مسلسلات
- إن سي آي إس
- عقول إجرامية
- كاسل

## وصلات خارجية
- كلوديا كريستيان على موقع IMDb (الإنجليزية)
- كلوديا كريستيان على موقع روتن توميتوز (الإنجليزية)
- كلوديا كريستيان على موقع ألو سيني (الفرنسية)
- كلوديا كريستيان على موقع ميوزك برينز (الإنجليزية)
- كلوديا كريستيان على موقع أول موفي (الإنجليزية)
- كلوديا كريستيان على موقع قاعدة بيانات الأفلام السويدية (السويدية)
- كلوديا كريستيان على موقع إن إن دي بي (الإنجليزية)
- كلوديا كريستيان على موقع ديسكوغز (الإنجليزية)
- كلوديا كريستيان على موقع قاعدة بيانات الفيلم (الإنجليزية)
- كلوديا كريستيان على موقع كينوبويسك (الروسية)